# Ruská
Ruská – wieś (obec) na Słowacji położona w kraju koszyckim, w powiecie Michalovce. Pierwsze wzmianki o miejscowości pochodzą z roku 1195. 
Według danych z dnia 31 grudnia 2012, wieś zamieszkiwało 609 osób, w tym 312 kobiet i 297 mężczyzn.
W 2001 roku pod względem narodowości i przynależności etnicznej 6,34% mieszkańców stanowili Słowacy, a 93,66% Węgrzy.
Ze względu na wyznawaną religię struktura mieszkańców kształtowała się w 2001 roku następująco:
- Katolicy rzymscy – 79,79%
- Grekokatolicy – 7,19%
- Prawosławni – 0,17%
- Ateiści – 1,2%